# أنثروبولوجيا اقتصادية
علم الإنسان الاقتصادي أو الأنثروبولوجيا الاقتصادية (بالإنجليزية: Economic anthropology) هو مجال معرفي يسعى إلى شرح السلوك الاقتصادي البشري وفق منظوره التاريخي والجغرافي والثقافي الأوسع، وقد وُلد هذا الفرع من المزاوجة بين علم الاقتصاد وعلم الإنسان.

## تاريخ

### نشأته
يمارَس علم الإنسان الاقتصادي من قبل علماء الإنسان، ولديه علاقة مركبة مع فروع علم الاقتصاد التي ينتقدها بشدة. وقد نشأ أول الأمر باعتباره مجالًا فرعيًا من علم الإنسان عن طريق أعمال كل من مؤسس علم الإنسان البولندي برونيسلاف مالينوفسكي والفرنسي مارسيل موس التي دارت حول طبيعة المعاملة بالمثل بوصفها بديلًا للتبادل السوقي. وتركز دراسات علم الإنسان الاقتصادي بمعظمها على التجارة أو التبادل، في حين تركز المدرسة الماركسية المعروفة باسم «الاقتصاد السياسي» -في المقابل- على الإنتاج.

### مرحلة ما بعد الحرب العالمية II
بعد الحرب العالمية الثانية، تأثر علم الإنسان الاقتصادي تأثرًا شديدًا بأعمال المؤرخ الاقتصادي كارل بولاني. وقد اعتمد بولاني على الدراسات الأنثروبولوجية ليحاول إثبات أن التبادل السوقي الحقيقي كان مقصورًا على عدد محدود من المجتمعات الصناعية الغربية، وأن تطبيق النظرية الاقتصادية الشكلية (بالإنجليزية: Formalism) على المجتمعات غير الصناعية كان أمرًا خاطئًا. ففي المجتمعات غير الصناعية، كان التبادل «جزءًا ضمنيًا» من مؤسسات غير سوقية مثل صلة القربى والدين والسياسة (وتلك فكرة اقتبسها عن موس). أطلق على منهج المقاربة هذا اسم «الجوهرية» (بالإنجليزية: Substantivism). وقد تميزت المناظرات بين الشكلية والجوهرية بما كان لها من تأثير شديد ودور في تحديد ملامح ذلك العصر.
ومع تحول العولمة إلى أمر واقع، وتلاشي الانقسام بين الاقتصادات السوقية وغير السوقية – بين «الغرب وما تبقى»، بدأ علماء الإنسان ينظرون إلى العلاقة بين تشكيلة متنوعة من أنماط التبادل ضمن المجتمعات السوقية. وقد عاين الجوهريون الجدد (بالإنجليزية: Neo-substantivists) الطرق التي يفشل بها ما يدعى بالتبادل السوقي الصرف ضمن المجتمعات السوقية في سعيه إلى التأقلم مع أيديولوجية السوق. وهجر علماء الأنثروبولوجيا الاقتصادية الموضع البدائي الذي أنزل علماءُ الاقتصاد مرتبتَهم إليه، فباتوا اليوم يدرسون عمليات الشركات والمصارف والنظام المالي العالمي من منظور أنثروبولوجي.

## المعاملة بالمثل والهدية

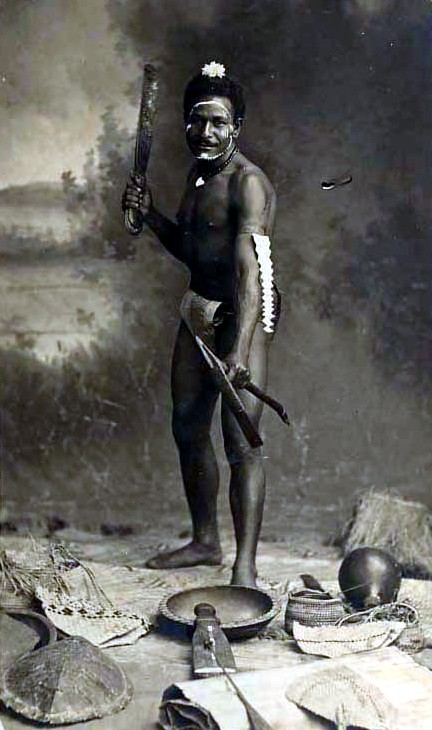
ماسيم بسيف وفأس ومصنوعات أخرى ، جزر تروبرياند

### مناظرة مالينوفسكي وموس
يطرح عمل برونيسلاف مالينوفسكي الريادي، الذي يحمل عنوان بحارة الأرجو في غرب المحيط الهادئ (بالإنجليزية: Argonauts of the Western Pacific، 1922)، سؤالًا مفاده: «ما الذي يدفع البشر إلى المخاطرة بحياتهم وأطرافهم في السفر قاطعين مجاهل المحيط مترامية الأطراف كي يُقدموا ما يبدو أنه حِلًى صغيرةٌ عديمة القيمة؟». مقتفيًا بأناةٍ خطوطَ شبكة تبادلات الأساور والعقود في أنحاء جزر تروبرياند، توصل مالينوفسكي إلى أن تلك التبادلات كانت جزءًا من نظام تبادلي سُمي حلقة الكولا، وصرح أن هذا النظام التبادلي كان على ارتباط واضح بالسلطة السياسية.
في عقد العشرينيات من القرن العشرين وما تلاه، تحولت أبحاث مالينوفسكي إلى موضع مناظرة مع عالِم الإنسان الفرنسي مارسيل موس، مؤلف كتاب مبحث في الهدية أو الهدية (بالفرنسية: Essai sur le don، بالإنجليزية: The Gift، 1925). على عكس موس، ركز مالينوفسكي على تبادل السلع بين الأفراد، ودوافعهم اللاغيرية التي تحدو بهم إلى العطاء: إذ كانوا يتوقعون مقابلًا له قيمة مساوية أو أكبر. بصياغة أخرى، المعاملة بالمثل هي جزء ضمني من الوهب أو الإهداء: ما من «هدية مجانية» تُمنح دون توقع معاملة بالمثل.
غير أن موس افترض أن تبادل الهدايا لا يكون بين محض أفراد، بل بين مندوبين عن كيانات جماعية أكبر. وجادل أن هذه الهدايا بمثابة «أتاوى إقطاعية تامة الأركان»، إذ ليست مجرد سلع بسيطة منقولة تشترى وتباع، بل هي –مثل مجوهرات التاج- تجسد سمعةَ «مجموعةِ الأقارب المشتركة» وتاريخها وهويتها. وبناءً على ذلك الاحتمال، تساءل موس قائلًا: «ما الذي يدفع بأي شخص إلى وهبها؟»، وكان جوابه مفهومًا مبهمًا، أطلِق عليه اسم هاو (بالإنجليزية: hau)، أي «روح الهدية». كان الالتباس (والمناظرة التي نجمت عنه) بمعظمه نتيجة سوء في الترجمة. بدا أن موس حاول برهنة أن رد الإهداء يكون من أجل الحفاظ على العلاقة بين المتهادين، إذ أن الفشل في رد الهدية بمثلها يُنهي العلاقة وكل وعد بهدايا مستقبلية. وبناءً على ترجمة منقحة، أظهر جوناثان باري أن موس كان يجادل في أن مفهوم «الهدية الخالصة» التي تُمنع بدافع الغيرية لا يظهر إلا في مجتمعات ذات أيديولوجية سوق على درجة متقدمة من التطور.
خضع مفهوم موس حول «الأتاوى الإقطاعية تامة الأركان» للتطوير في وقت لاحق من القرن العشرين على يد أنيت وينر، التي أعادت زيارة موقع مالينوفسكي الميداني في جزر تروبرياند. وجاء نقدها الذي نُشر في عام 1992 على بندين: دونت وينر أولًا أن مجتمع جزر تروبرياند ذلك لديه منظومة نسب أمومية. ونتيجة لذلك، تستحوذ النساء على قسم كبير من السلطة الاقتصادية والسياسية، إذ ينتقل الميراث من الأم إلى الابنة وفق الخطوط العائلية الأنثوية. لقد أغفل مالينوفسكي هذا الجانب في عمله الصادر عام 1922، إذ تجاهل التبادلات النسائية في بحثه. وثانيًا، تابعت وينر تطوير حجة موس حول المعاملة بالمثل و«روح الهدية» في ما يتعلق بالممتلكات غير المنقولة: «مفارقة الاحتفاظ بشكل متزامن مع العطاء». قارنت وينر «السلع المنقولة»، التي يمكن تبادلها، مع «السلع غير المنقولة»، التي تخدم غاية استقطاب رد الإهداء. وفي سياق دراسة جزر تروبرياند، كانت هدايا الكولا الذكورية منقولة بالمقارنة مع ملكيات النساء الثابتة. وجادلت أن السلع المحددة الممنوحة، مثل مجوهرات التاج، يكون لها هذا التعريف لدى جماعات معينة، بحيث لا تكون منقولة بحق حتى عند منحها. غير أن هذا النوع من السلع لا يوجد لدى جميع المجتمعات، إذ يعتمد ذلك على وجود أنماط محددة من جماعات القربى. وتوسع عالم الإنسان الفرنسي موريس غودلييه أكثر في التحليل ضمن كتابه لغز الهدية (بالإنجليزية: The Enigma of the Gift، 1999).
وقد سعى ألبرت شراوفرز إلى إثبات أن هذه الأنماط من المجتمعات، التي استخدمها كل من وينر وغودلييه أمثلةً، مثل حلقة الكولا في جزر تروبرياند، أو البوتلاش لدى الشعوب الأصلية في شمال غربي ساحل المحيط الهادئ، أو التوراجا في مقاطعة سولاوسي الجنوبية في إندونيسيا، تتميز جميعها بوجود جماعات نسب أرستقراطية طبقية تتماشى مع نموذج «مجتمعات البيت» الذي وضعه كلود ليفي ستروس، حيث تدل مفردة «بيت» على النسب النبيل ومنزلته الراسخة في آن معًا. إذ يجادل أن الأتاوى الإقطاعية تامة الأركان تُمنح للحفاظ على المنزلة الراسخة المتعارف عليها بين جماعات قربى محددة وصون مكانتها ضمن المجتمع الطبقي.